# 森村隆行
森村 隆行（もりむら たかゆき、1973年7月20日 - ）は、日本の政治家。都民ファーストの会所属の東京都議会議員（3期）。都民ファーストの会代表（5代）。都民ファーストの会東京都議団団長。ファーストの会代表（2代目）。

## 経歴
群馬県伊勢崎市出身。東京大学経済学部卒業。伊藤忠商事・プルデンシャル生命保険を経て、保険見直し本舗取締役に就任。
2017年7月2日投開票が行われた東京都議会議員選挙では、青梅市選挙区で都民ファーストの会公認で出馬し、31,603票を得て初当選。
2021年7月4日投開票が行われた東京都議会議員選挙では、青梅市選挙区で都民ファーストの会公認で出馬し、26,344票を得て再選。2022年11月1日に都民ファーストの会の代表選が行われ、森村が無投票で当選。同月5日付で都民ファーストの会の代表に就任した。 2025年6月22日投開票の東京都議会議員選挙では、29,643票を得て3選。